# Mercedes Cárdenas Martin
Mercedes Cárdenas Martin (Trujillo, 24 de septiembre de 1932 - Lima, 9 de octubre de 2008) fue una docente, arqueóloga, investigadora y museóloga peruana que participó en la creación de la especialidad de Arqueología en la Pontificia Universidad Católica del Perú. Su trayectoria académica consistió en el estudio de las excavaciones arqueológicas que realizó en la costa del Perú.

## Biografía
Nació en la ciudad de Trujillo. Realizó estudios superiores en Lima donde obtuvo los grados de Bachiller en Humanidades en la Pontificia Universidad Católica del Perú en 1965 y Doctorado en Letras en 1968. Sus estudios de posgrado los continuó en la Universidad Ricardo Palma obteniendo el grado de magíster en Museología y gestión cultural de la Universidad Ricardo Palma en el año 2002.
Fue discípula de Josefina Ramos de Cox en la defensa del patrimonio cultural así como formadora y directora de estudiantes y tesistas. Es recordada como una persona plenamente entregada a la labor arqueológica y una profesora escrupulosa con su trabajo y exigente con sus alumnos, pero también consigo misma según José Carlos Espinoza.
Falleció el 9 de octubre de 2008 en Lima. siendo enterrada dos días después en el Cementerio La Planicie. A su entierro acudieron varios alumnos y colegas a recordarla.

## Trayectoria científica

Salida de campo de Josefina Ramos de Cox y Mercedes Cárdenas.

Es reconocida por su labor pionera en la arqueología peruana. Realizó sus trabajos arqueológicos bajo la dirección de Josefina Ramos de Cox, en el Seminario de Arqueología del Instituto Riva-Agüero (SAIRA) que se llevó a cabo en las huacas de Tres Palos, Pando, Palomino, en la Tablada de Lurín, en Santa Eulalia y en Ica. Durante las décadas del sesenta y ochenta dirigió este seminario hasta el año 1995, del cual también fue miembro ordinaria. Entre 1975 y 1978 dirigió el proyecto "Obtención de una cronología del uso de los recursos marinos en el Antiguo" con el auspicio de la Fundación Volkswagen de la República Federal Alemana, logrando implementar un laboratorio para el estudio del Carbono-14 en el campus de la PUCP.⁣ Asimismo, realizó excavaciones y estudios en el Norte chico. El arqueólogo Rafael Vega-Centeno destacó:
"Mercedes Cárdenas dedicó gran parte de su vida al estudio de las culturas del Norte chico, en particular de la zona de Huaura, donde en 1977 realizó  un valioso inventario de sitios arqueológicos. Debe mencionarse también su trabajo pionero en zonas difíciles de explorar, como el Macizo de Illescas o el Valle de Chao, también llevado a cabo durante esa época. Mercedes Cárdenas nunca se detuvo ante la necesidad de recorrer territorios desérticos para registrar sitios arqueológicos ubicados donde otros colegas no habían llegado aún. (Vega-Centeno, 2018).
Entre los años 1980 al 1985 estuvo encargada de la coordinación científica y administrativa del "Proyecto Arqueológico Cerro Sechín", que codirigió con Lorenzo Samaniego a partir del Convenio entre la Pontificia Universidad Católica del Perú y el INC, con el auspicio de la Fundación Volkswagen. Este proyecto es reconocido como un hito para la fundación de la carrera de Arqueología en la PUCP. pues fue la antesala para la formación de una generación de arqueólogos de dicha universidad y de la Escuela de Arqueología de la Universidad Nacional de Trujillo.
En 1982, cofundó la Especialidad de Arqueología en la Facultad de Letras y Ciencias Humanas de la Pontificia Universidad Católica del Perú.
Destaca así también la labor de Mercedes en la gestión de museos. El proyecto de Sechín que codirigió dio origen a la creación del Museo Max Uhle ubicado en Casma, Ancash. Para ella, era importante que la arqueología se involucre con las comunidades en las que se desarrollaban las investigaciones para así mostrar a la población local que estas contribuían al entendimiento de su pasado, presente y futuro.
En 1992, participó en el simposio "La ciudad en América", organizado por la Universidad de Piura, en el cual presentó su trabajo "Notas sobre el patrón de asentamiento prehispánico en el valle de Chao" y en la Semana de Identidad Cultural, organizada por el Instituto Nacional de Cultura, con la ponencia "El macizo de Illescas en la tradición cultural de la costa norte del Perú". También realizó importancias investigaciones arqueológicas en el valle del Rímac, fruto de lo cual presentó una ponencia en el I Coloquio Valle del Rímac (Intermedio Tardío) en 1998.

## Docencia
Inició las cátedras de Arqueología en la PUCP, donde se desempeñó como profesora principal en los cursos de Arqueología Peruana I, II, III y IV. Enseñó en esta universidad durante 25 años, formando así a varias generaciones de arqueólogos. Entre sus discípulos, se encuentra el arqueólogo Walter Alva.
"...su labor docente no se restringía al aula. Mercedes Cárdenas expresó una constante preocupación por el crecimiento de sus estudiantes y, en tiempos de pocos recursos bibliográficos, ofrecía de manera generosa el acceso a su biblioteca (la mejor en Arqueología en Lima, en su momento) y,  en  ciertos  casos,  apoyaba  en  la  obtención  de  autorizaciones  de  investigación  e  incluso  en  la  gestión  de recursos logísticos para las mismas..." (Vega-Centeno, 2018).

## Premios y reconocimientos
En abril del 2009, el Instituto Riva-Agüero de la PUCP realizó un homenaje póstumo en su nombre denominado "Coloquio arqueología peruana: en homenaje a Mercedes Cárdenas".

En el 2011, se recopila lo conversado en dicho Coloquio y se publica el libro "Arqueología peruana. Homenaje a Mercedes Cárdenas" en el cual José De La Puente Brunke, director del Instituto Riva-Agüero destaca lo mejor de ella:
"Mercedes Cárdenas es una figura notable en la historia de nuestro Instituto Riva-Agüero. Mujer dedicada y laboriosa, puso toda su ilusión en la creación de nuestro Museo de Arqueología, y en la difusión de la enseñanza de la historia del Perú a través de las diversas publicaciones del Instituto. El reto que hoy tenemos es el de mantener y acrecentar la vigencia del Instituto Riva-Agüero como centro de investigación en Humanidades, con la seriedad y el compromiso que Mercedes Cárdenas siempre demostró." (Vetter, 2011).
Obtuvo el reconocimiento denominado "Personalidad meritoria de la Cultura" por el Ministerio de Cultura el 18 de mayo de 2018 en reconocimiento a sus importantes investigaciones arqueológicas, a su labor en la gestión de museos y a su trabajo de conservación de bienes inmuebles en del Patrimonio Cultural de la Nación